# Riverismo

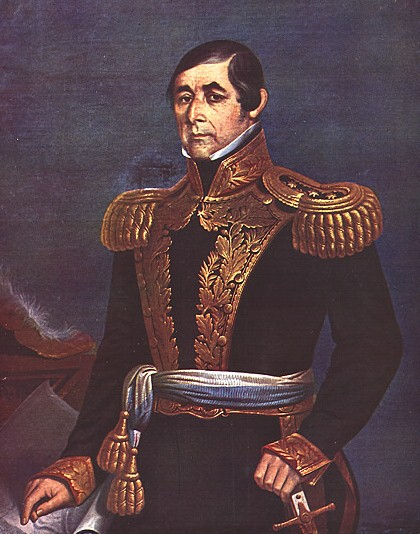
Fructuoso Rivera.

El riverismo fue una corriente del Partido Colorado que buscaba continuar el movimiento fundado por Fructuoso Rivera, el cual había sido notoriamente transformado por la figura de José Batlle y Ordóñez. Se oponía a la postura estatista del batllismo, aspirando a un Partido Colorado más vinculado con el liberalismo clásico. Su principal dirigente fue Pedro Manini Ríos, quien se expresaba a través del matutino "La Mañana". Su nombre oficial era Partido Colorado Independiente Don Fructuoso Rivera.

## Análisis histórico

### Origen del riverismo
El riverismo fue la primera ruptura colorada surgida en oposición al batllismo, encontrando su origen durante la segunda presidencia de Batlle y Ordóñez (1911-1915) cuando el Partido Colorado se dividió al respecto de la idea de Batlle de crear un Poder Ejecutivo "colegiado".
En marzo de 1913, aprobados los mecanismos para reforma la Constitución, Batlle publicó en El Día sus apuntes sobre un proyecto constitucional que incluía colegializar el Poder Ejecutivo. Este proyecto generó rechazo dentro de varios sectores y partidos de la época, incluso dentro del mismo Partido Colorado, con 11 de los 19 senadores colorados publicando un manifiesto contrario a esta idea. De esta manera, Pedro Manini Ríos, amigo y exministro de Interior de Batlle, lideró a los colorados anticolegialistas y sostenía que el colegiado crearía una "camarilla de irresponsables" que hundirían al país en la "anarquía".
En 1916 Manini fundó el "Partido Colorado General Rivera", en referencia al caudillo Fructuoso Rivera, primer presidente de Uruguay y fundador del partido, el nombre remitía a las tradiciones coloradas consideradas amenazadas por el impulso batllista. Luego, en 1917, Manini fundó el diario La Mañana, donde plasmaba sus ideas.

### Opositor al batllismo
Los riveristas eran partidarios de un ejecutivo unipersonal "que realmente gobernara" y opuestos al modelo de ejecutivo colegiado del batllista Feliciano Viera. También se oponían al modelo de Estado interventor y nacionalizador, que los riveristas llegaron a catalogar, despectivamente, de socialista.
El riverismo votó en contra del gobierno colegiado en 1917 y se mostró favorable a la dictadura del argentino José Félix Uriburu en 1930, la que recomendó tomar como modelo. Ante la crisis económica de 1930, el riverismo apoyó la dictarura de Gabriel Terra, culpando de muchos males a la Constitución de 1918 impulsada por el batllismo.
Entre sus figuras más destacadas cabe mencionar a Pedro Manini Ríos, Domingo Bordaberry, Carlos Manini Ríos, Carlos Végh Garzón y Sofía Álvarez Vignoli.

## El Riverismo en la actualidad
Analistas consideraron que Pedro Bordaberry y su sector Vamos Uruguay encabezaron una versión más actualizada del riverismo. Las conexiones de la familia Bordaberry con el Riverismo, datan de su abuelo, Domingo Bordaberry, diputado colorado por ese sector, quien más tarde promoverá la aparición de la Liga de Acción Ruralista, liderada por Benito Nardone.
Otra derivación, en la actualidad, es el partido político Cabildo Abierto, liderado por el general retirado Guido Manini Ríos, nieto del fundador del Riverismo. Dicho partido, además de contar con una fuerte presencia de exmilitares en sus filas, cuenta con el diario familiar, de origen riverista, La Mañana.